# Avenay
Avenay település Franciaországban, Calvados megyében. Lakosainak száma 561 fő (2022. január 1.). Avenay Amayé-sur-Orne, Esquay-Notre-Dame, Évrecy, Maizet és Vieux községekkel határos.

## Népesség
A település népességének változása:
| Lakosok száma | 293  | 372  | 384  | 492  | 538  | 549  | 557  | 569  | 572  | 561  |
|               | 1968 | 1982 | 1990 | 2006 | 2013 | 2015 | 2017 | 2019 | 2020 | 2022 |